# 比·南利
丹斯里拿督阿玛比·南利（1929年3月22日—1973年5月29日），本名特武库扎卡利亚，是马来西亚演员、歌手、音乐家、导演、监制、编剧和词曲作家。他于槟城出生，并在18岁左右出道，使用“比南利”作艺名。他的名气扩展到了整个东南亚和东亚地区。2010年被CNN选为“史上最伟大的25位亚洲演员”之一。
他一生共出演了66部影视作品，其中35部是亲自执导，也曾演绎359首歌曲，为42首歌作曲，其中有许多代表作家喻户晓，流传至今仍广为人知。比南利在1957年荣获第4届东京亚太影展最佳男主角。著名电影包括《微笑与哭泣之间》（Antara Senyum Dan Tangis）、《热雨》（Hujan Panas）、《三轮车夫》（Penarik Becha）、《汉都亚》（Hang Tuah）等。他主演的电影主要反映了1960年代马来西亚人民的生活。 
比南利结过三次婚，育有十个孩子，当中只有两个是他的亲生孩子。1973年5月29日，他因心脏病去世，年仅44岁。比南利在影视圈获得的奖项计有最佳影视片、最喜爱影片、最喜爱马来影片、最佳男演员、最佳广播男明星、最佳导演、最佳歌手、最佳电影音乐奖等。
在马来西亚，为纪念比南利的贡献，一些道路、建筑物等以其名字命名。他生前位于吉隆坡和槟城的故居被当局打造成纪念馆供参观。去世后，比南利被正式认证为国家级殿堂演艺人员（Seniman Agung Negara）。此外，他的部分作品也于2019年被政府宣布为马来西亚国家遗产。因其卓越成就，比南利至今仍被视为马来西亚电影和音乐界的杰出代表人物。

## 早年生活
1929年3月22日，即开斋节上午，比南利诞生于槟城一间马来传统木屋，是特武库纳亚克普特（Teuku Nyak Puteh bin Teuku Karim，1902年-1955年）与仄玛侯赛因（Che Mah Hussein，1904年-1967年）的儿子。当仄玛生下比南利前，她在上午腹部已感到疼痛，但由于比南利的父亲必须先完成开斋节祷告而无法陪伴妻子前往医院生产，因此她的母亲便召来当地的接生妇援助自然分娩。当特武库纳亚克普特祷告后，回家发现儿子已成功诞生下来，母子平安。由于原名“特武库扎卡利亚”过于冗长，他的外婆便索性称孙子为“南利”（Ramlee）。
父亲特武库纳亚克普特来自印尼亚齐省司马威市，因与家人发生口角而离家出走，漂泊在外成为一名水手。之后，他在槟城北海峇眼惹玛认识了仄玛侯赛因，即比南利的母亲，两人便于1925年在北海甘榜古邦布亚（Kampung Kubang Buaya）结婚。另外，比南利还有一位继哥哥——谢赫阿里（Syeikh Ali），是他母亲再婚前的独生子。当比·南利离开家乡前往槟岛的时候，母亲却因患上口腔癌而过世了。
比南利的教育在Sekolah Melayu Kampung Jawa和Francis Light English School，在槟城大英义学继续学业时因遇上第二次世界大战而被迫中断。 日据时期，比南利在日本海軍學校学习乐理和日本歌曲，战后回去槟城大英义学也选择了继续进修音乐。

## 演艺生涯

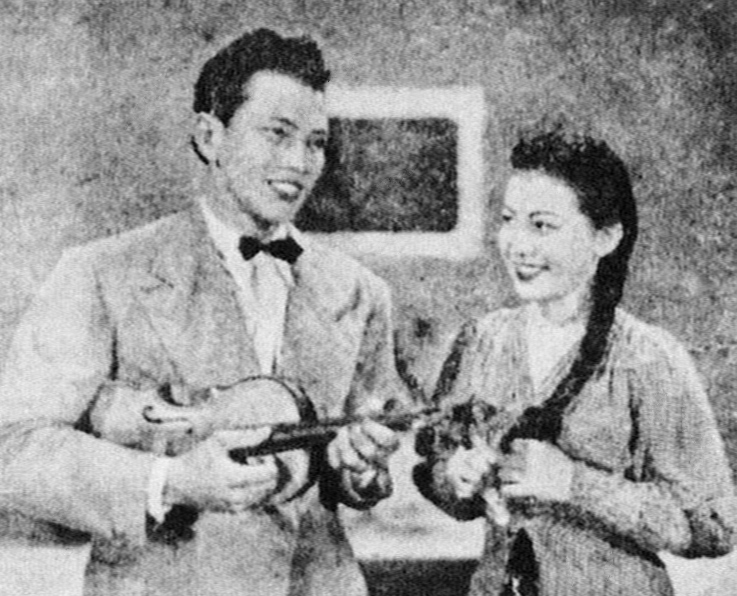
比南利和女演员卡斯玛·璞蒂，摄于1950年

到了1948年，19岁的比南利已经赢得了多项歌唱比赛，并开始创作自己的歌曲，并在kroncong乐队中拉小提琴。那一年，马来电影制作公司（MFP）的电影导演BS Rajhans在槟城大山脚举办的马来亚广播电台举办的歌唱比赛中偶遇比南利。Rajhans让比南利在他的电影《Chinta》中担任配角，他在片中扮演了一个反派，并且他还作为回放歌手演唱了五首歌曲，为男主角Roomai Noor配音。
1950年，比南利在L·克里希南执导的电影《Bakti》中首次扮演主要角色。戏中，他是第一个用自己的声音而不是依靠回放歌手唱歌的演员。在演唱现场，比南利与西蒂再纳布（Siti Zainab）二重唱。在随后的电影中，比南利在演了1951年的《Juwita》和1953年的《Ibu》后成为马来电影界的主要明星。1948年至1955年间，比南利总共主演了27部电影。
除了表演之外，比南利也创作了诸多歌曲，他自己或其他艺术家录制了大约500首歌曲。比南利本人为他的电影和唱片录制了359首歌曲。他最著名的歌曲包括《Getaran Jiwa》、《Dendang Perantau》、《Engkau Laksana Bulan》、《Joget Pahang》、《Tudung Periok》、《Di Mana Kan Ku Cari Ganti》和《Azizah》。比南利创作的歌曲出现在他的电影中，由本人或其他演员演唱。比南利在B.N. Rao执导的《汉都亚》中获得亚太电影节最佳配乐奖。

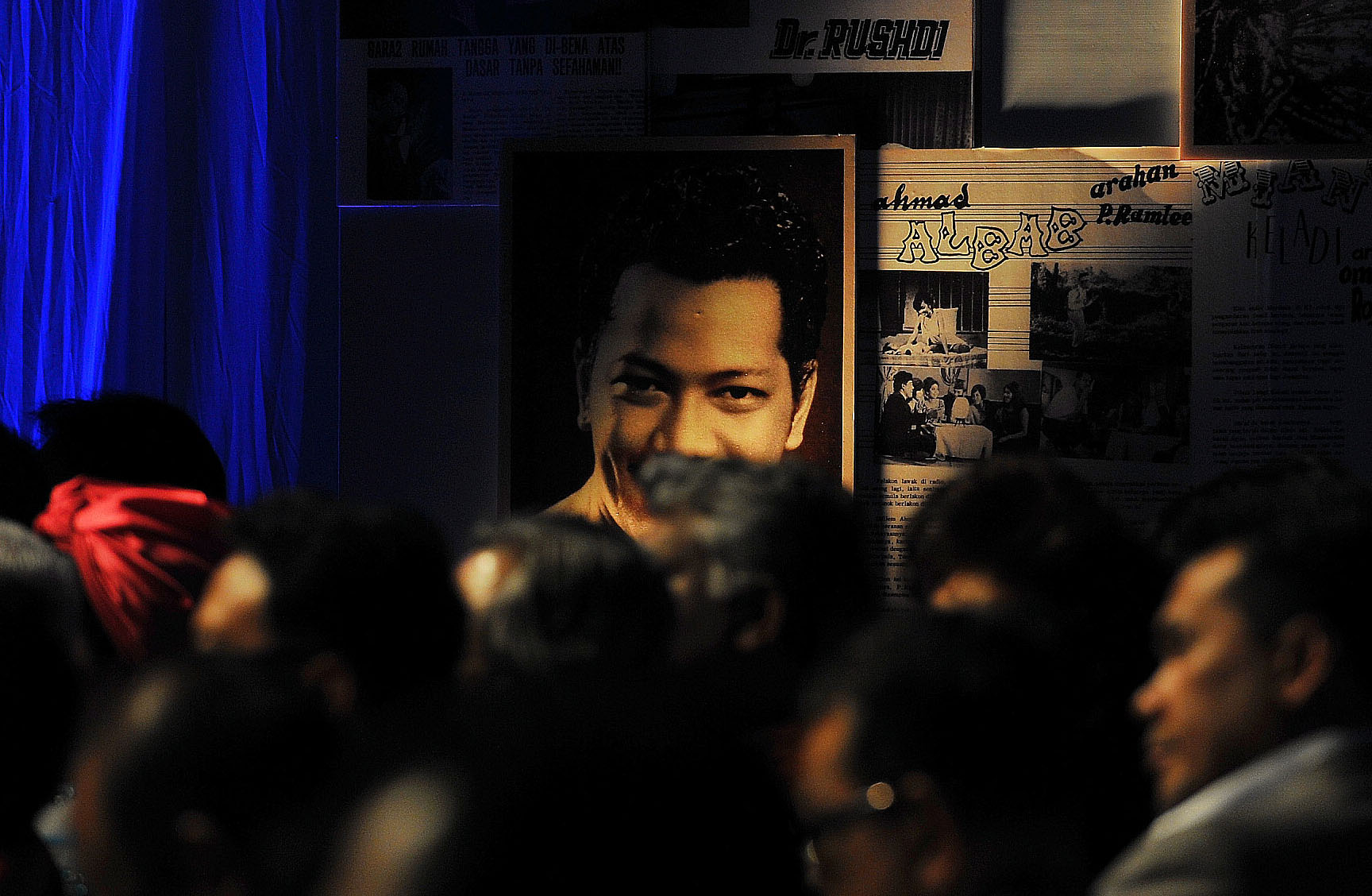
比南利的肖像

比南利于1955年开始执导他的第一部电影《Penarek Becha》，这部片被誉为当年最佳马来电影。他根据鲁迅的故事创作了这部电影的剧本。他还执导并主演了Bujang Lapok喜剧系列。其中一部《Pendekar Bujang Lapok》荣获亚太电影节最佳喜剧奖。他还凭借《Anak-ku Sazali》获得了电影节最佳男主角奖。他为MFP执导的其他重要电影包括《Antara Dua Darjat》、《Ibu Mertua-ku》和《Tiga Abdul》。
1955年至1964年间，比南利在新加坡马来电影制作公司的职业生涯被认为是他的“黄金时代”，当时他制作了许多受到好评的电影并创作了令人难忘的歌曲。1964年，他离开新加坡前往吉隆坡，加入默迪卡制片厂拍摄电影，然而，他在那里不太成功。
1969年6月21日，比南利和他的妻子莎罗马前往印尼棉兰，参加了马来西亚文化代表团在那里的活动。随同前往棉兰的还有时任首相东姑阿都拉曼的夫人莎莉法（Sharifah Rodziah Syed Alwi Barakbah）。
比南利与Merdeka一起拍摄了18部电影，他的最后一部电影是1972年的《Laksamana Do Re Mi》，而创作的最后一首歌曲则是《Air Mata di Kuala Lumpur》（该歌曲后来由他妻子莎罗马演唱），原定于1973年去世前拍摄同名电影。比南利共出演了66部电影，其中35部是亲自执导。在生命的最后阶段，《Laksamana Do Re Mi》获得亚洲电影节提名，他带领一群马来西亚艺术家参加了1973年5月14日至5月18日在新加坡举行的亚洲电影节。

## 逝世

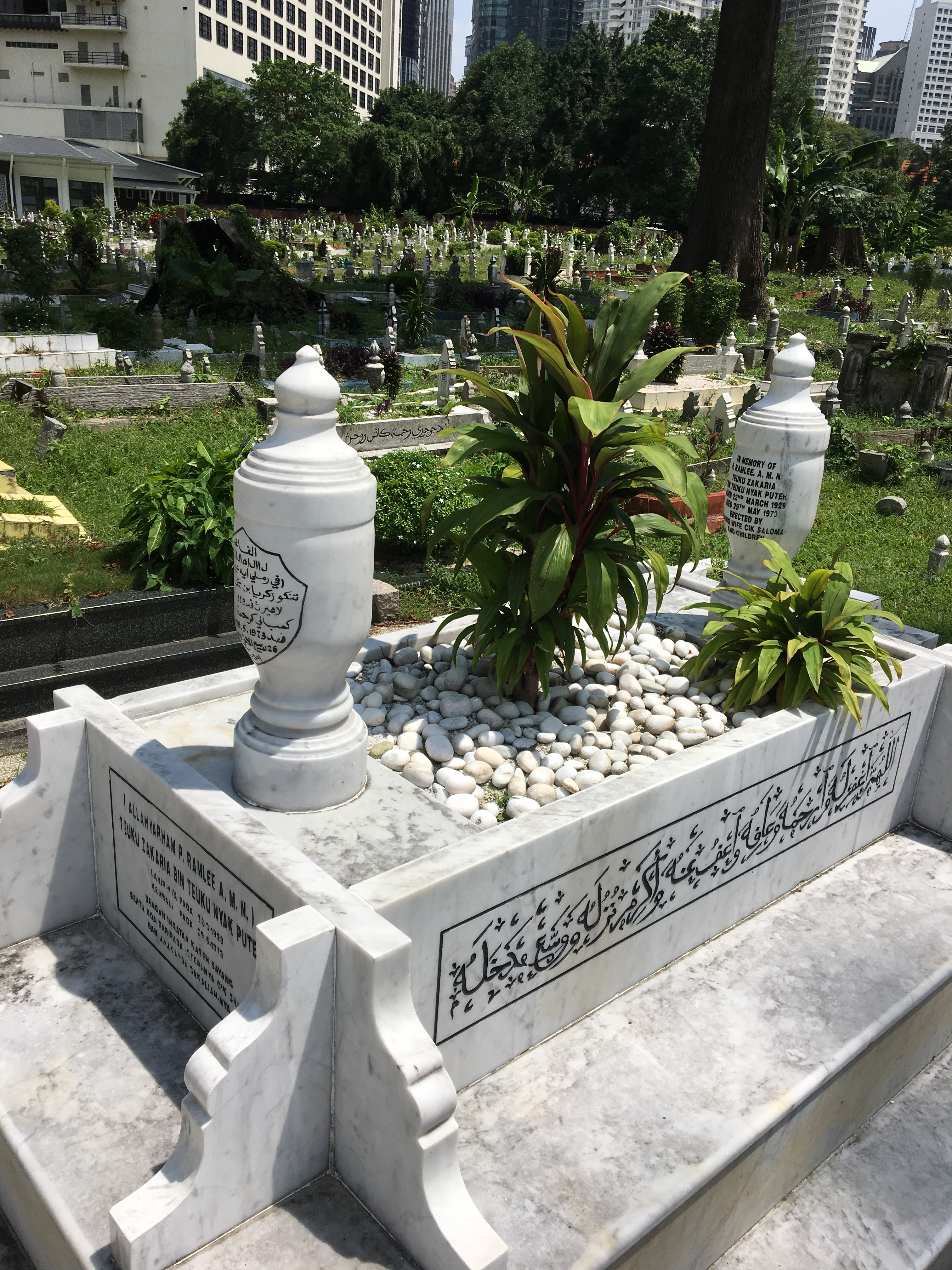
比南利位于吉隆坡安邦路穆斯林公墓的墓地

比南利於1973年5月29日凌晨因心臟病急逝，年仅44歲，安葬於安邦路穆斯林公墓。他去世后，消息于当日早上迅速通过广播传开。包括来自新加坡、印尼和文莱等各地的社区和粉丝对比南利的去世表示哀悼，近两百辆汽车护送着他的遗体，还有数千人参加葬礼祈祷。时任首相敦阿都拉萨在场致以最后的敬意，并将其去世描述为“失去了一位难以替代的伟大艺术家”。同年8月29日至9月20日，政府在国家博物院举办“比南利遗物展览会”。
1977年3月8日，比南利的坟墓被发现遭人捣毁。凶手似乎针对比南利遗孀莎罗马，留字坟墓前用英文写道：“莎罗马断了墓碑，或是我杀了您！”警方后来到现场做了调查。
1983年6月16日，时任首相马哈迪·莫哈末表示，需要采取真正有效的措施来纪念比南利作为国家最伟大艺术家的贡献。马哈迪称，比南利是一位真正的人民艺术家，尽管他已去世10年，但仍然被无论老少的各代人所铭记。
2023年5月29日，媒体报道比南利逝世50周年。

## 个人生活
比南利有亚齐血统。他受英文教育，后因作曲而学习日文。

### 婚姻
比南利一生中结过三次婚，三个妻子都是圈中人。第一任为朱乃达（Junaidah Haris），第二任为诺丽珊（Noorizan Mohd. Noor），第三任为莎罗马。朱乃达在1953年与比南利离婚后回印尼定居，成为雅加达合格的太极拳教练。1992年5月，她到吉隆坡出席配合比南利逝世十九周年展开的各项活动，同时也到比南利坟前扫墓。比南利的第二次婚姻是在1955年，与霹雳州皇室成员诺丽珊结婚。据说由于比南利过于专注于事业发展，他们最终于1961年离婚。同年11月21日，比南利与莎罗马举行了简单的婚礼，正式结为夫妻。
1973年5月29日比南利去世后，身为妻子的莎罗马开始陷入抑郁和悲伤，而且健康状况正在恶化。莎罗马因患有包括黄热病在内的多种疾病开始越来越消瘦，毫无生气，后来于1983年4月24日去世，年仅48岁。

## 评价

### 自我评价
在比南利人生最后几年，他的事业也开始走下坡。比南利曾向一位密友透露道：“人们不再关注我了；我的职业生涯结束了。”“我希望马来电影能像国际电影一样更先进（advanced）、更美丽（beautiful），但我失败了。”

### 各界评价
|                                                      | 比南利可称得上亚洲的查理·卓别林，他确是一位鬼才电影人员，能演谐角之外，尚能编剧兼导演，这真是一位不可多得的杰出人才。 |
| ——1959年亚洲电影节日本审查员今日出海和中野好夫的评价 | |

比南利在所有这些领域的伟大贡献，使他获得“伟大艺人”的美誉。即使去世多年，他的作品至今仍然被世人所铭记。还有媒体形容比南利是“亚洲的查理·卓别林”。
印度记者多姆·莫赖斯于1972年4月在《亚洲杂志》上撰写了有关比南利的文章，将他描述为“马来电影界的约翰·韦恩”。
1998年7月，《纽约时报》刊登了一篇有关比南利的文章，形容他是马来西亚的民族英雄。该文章还描述了比南利在他的时代是一个类似于詹姆斯·迪恩的人物。
历史学者詹缘端说，马来西亚独立后至今，仍无人可超越比南利的成就，即使是当代享誉国际巨星杨紫琼，尚难媲美比南利的多才多艺的流芳风华。他说，比南利是最具象征性的国家经典人物和传奇，最深入民心是他擅用跨民族和跨文化特色的手法，将这些珍贵且真实的社会民情元素融入生活化的著作。
音乐创作人周金亮称已比南利多才多艺，最难得是后者于当年资讯不发达的年代，依然可以创作出不同类型的创作音乐，参与演艺事业成就也很不错。他说：“比南利一生奉献的与成就的，在大马艺术国土的代表性是无可质疑的。”
新加坡音乐家S Atan评价说：“比南利的艺术作品总是新鲜的，他的歌曲至今仍被几代人所喜爱。”“你永远不会厌倦观看他所有的电影，即使已经放映了很多次。”“对我来说，比南利是无与伦比的。直到今天，我们还没有看到任何一位艺术家能取代他的位置。”S Atan还提到比南利是激发他成为音乐家的一位重要人物。
2010年，一个针对亚洲娱乐消费市场的网站CNNGO选出“史上25位最伟大的亚洲演员”，比南利代表马来西亚入围。
2023年3月22日，时任国家团结部长艾伦达干在吉隆坡国际机场为“首要艺术家丹斯里比南利独家展览”开幕时指出，比南利的作品所体现出的跨种族和谐、团结、合作及互相尊重，为马来西亚子民留下了宝贵的思想，是马来西亚的“团结偶像”。他说，比南利通过本身作品，不分种族或社会地位向马来西亚人传递了正向价值观，所强调的社会批评具有非常好的意义且适用于马来西亚的多元社会，而这也符合政府所要达到“昌明大马”的目标。
2023年11月，美国华裔歌手王力宏在马来西亚的个人演唱会上自弹自唱比南利的《Getaran Jiwa》，他在唱完后赞叹道：“比南利，beautiful song。”

### 影响和模仿
比南利的成功影响了很多人，也引来不同人的模仿，其中包括知名马来艺人费鲁兹米斯南，他以模仿比南利，以及其与后者惊人的相似长相而闻名，后来于2023年9月8日经历胸痛并晕倒送院后逝世。
比南利拍摄电影时经常使用“Pawagam”来表达电影院一词。当时受到马来学者的批评，指这用字污染马来文。但经过往后数十年的沉淀，国家语文局已把这用字变成了马来文规范字。
2008年，马来西亚驻新加坡最高专员巴拉米斯华兰在国庆日前夕接受马新社访问时曾说到：“马来西亚应该每天播放比南利的电影，因为他的电影教导我们各族如何像当年的美好日子般快乐及和谐地生活在一起。”

## 后世纪念
比南利去世后，马来西亚各个电视台不时会放映他的电影。位于槟城的Cafe Lagenda马来餐厅以比南利为主题。

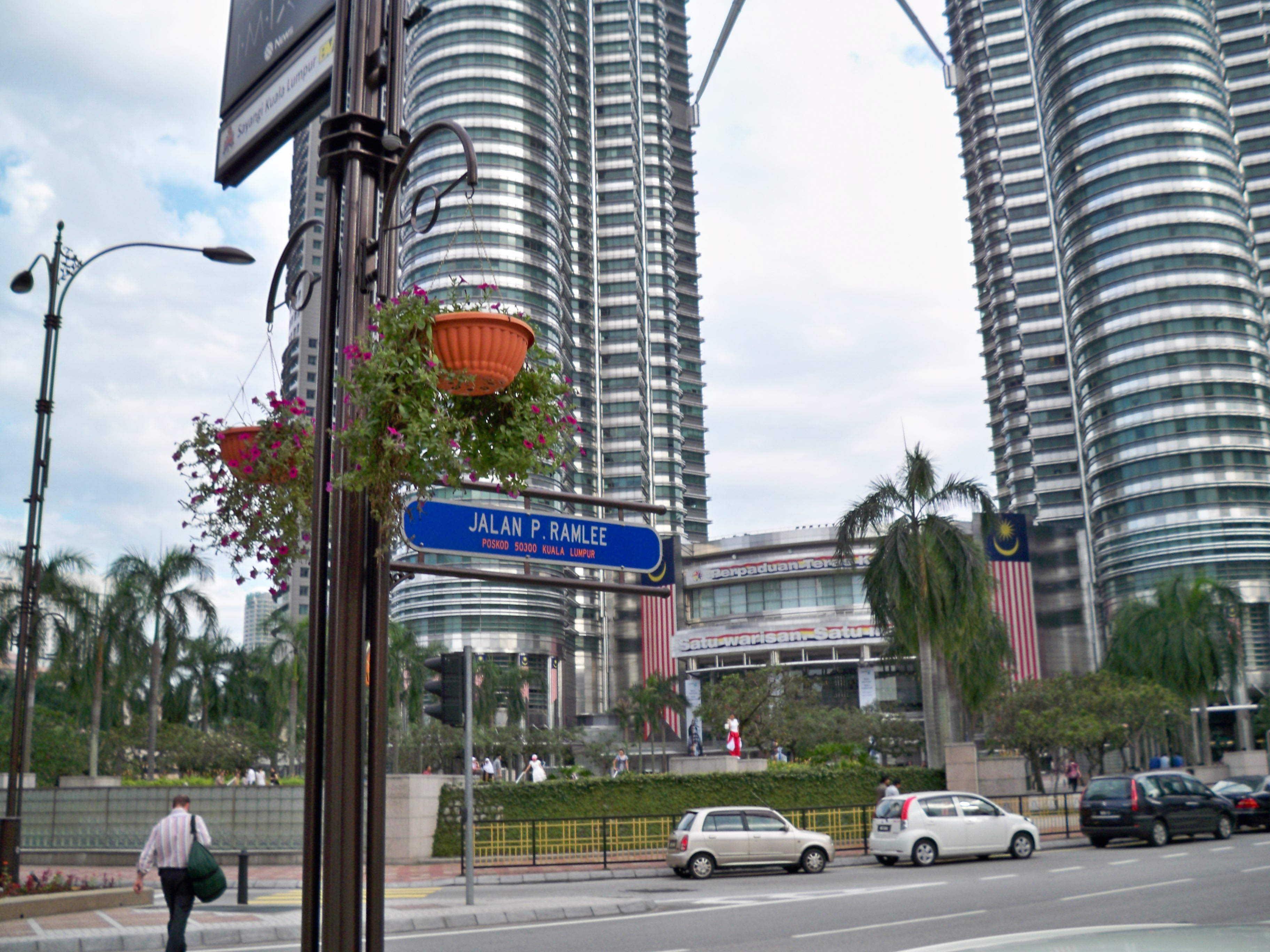
吉隆坡的比南利路，从照片可见双峰塔

### 以他名字命名的东西
许多地方都以南利名字命名。
- 比南利路，槟城（1983年8月30日命名）[74]
- 比南利路，吉隆坡（以前称为Jalan Parry；1982年更名）[75]
- 比南利路，砂拉越古晋（以前称为Jalan Jawa）
- 比南利花园，吉隆坡文良港[76]
- 比南利大学，吉隆坡（2018年升格大学后易名）[77]
- 丹斯里比南利国小，槟城（以前称为甘榜爪哇国中，2011年11月13日更名）[78]
- 吉隆坡阳光广场的Ramlee Mall[79]
- 比南利礼堂，砂拉越古晋[80]
- 2021年11月，肯德基推出独家限时的比南利汉堡包（Burger P. Ramlee），这是KFC Zinger和比南利最爱的扁担饭的结合[81][82]。

### 纪念馆
比南利去世后，他生前位于吉隆坡文良港的住家被政府计划改造成纪念馆。1984年2月27日，建设纪念馆的计划由时任文化、青年及体育部长安华·依布拉欣正式推行。1986年向公众开放。经政府整修后，比南利纪念馆被视为国家遗产，馆中也收藏了比南利的个人纪念物品。馆内划分为多个展区，每个展区都有不同的主题，详细介绍了比南利的生平、成就及其在音乐和电影领域的杰出贡献。

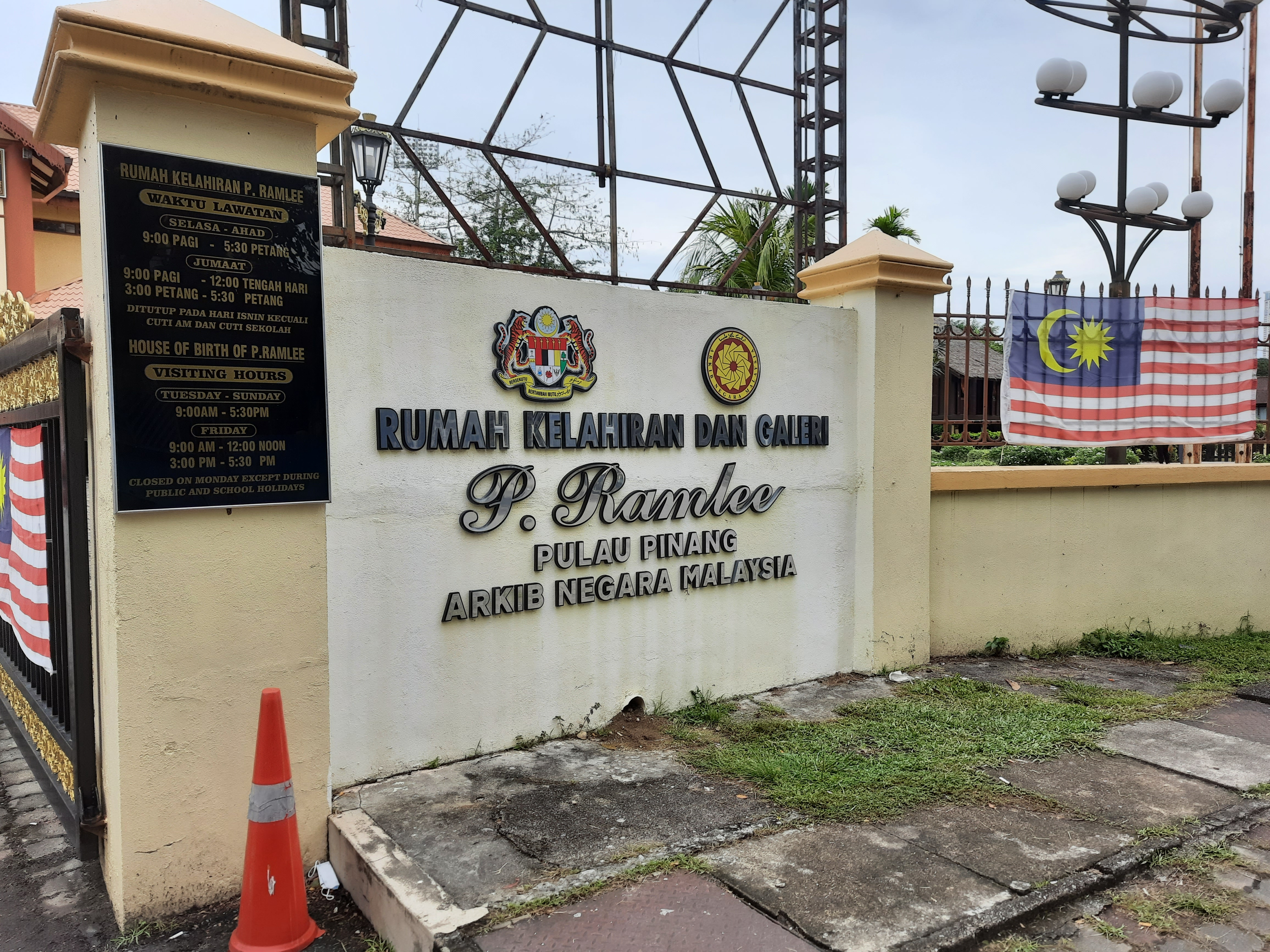
比南利位于槟城的故居，现已成为纪念馆

此外，到了1992年，国家档案局又在各方面的合作下，将比南利位于槟城的故居也改造成纪念馆，那里是他成长的地方。2023年9月，前国会上议员莱士雅丁在参观了该纪念馆后发面子书称，他发现这建筑物的亚答屋顶和墙壁近乎坍塌，并调侃若比南利灵魂看到也会哭，因此，他促请有关当局尽快维修。后来经过近一个月的关闭维修后，于同年10月20日再次开放。

### 相关纪念活动
2014年2月，吉打州玛拉工艺大学举办纪念比南利中文短片竞赛，促进华、巫文化交流的目标。
2022年4月，位于吉隆坡市中心飞轮海88购物广场（Fahrenheit 88）摆出比南利及妻子莎罗马的影集、歌唱作品和生前的时常穿搭。
2023年3月22日，关于比南利生平和作品的展览在吉隆坡国际机场开幕，恰逢他的94岁诞辰。该展览持续至5月31日。
2023年5月8日至5月19日，蒙纳士大学马来西亚分校举办了一场名为“比南利的电影遗产：50 年致敬”（The Cinematic Legacy of P. Ramlee: A 50-Year Tribute）的展览，纪念其逝世50周年。

### 谷歌涂鸦
2017年3月22日，马来西亚Google涂鸦在比南利88岁冥诞之际更改搜寻首页的涂鸦，换上他的卡通肖像图作为致敬。

### 电影及纪录片
2010年，一部向比南利致敬的纪录片《我在哪里可以找到替代者？》（Di Mana Kan Ku Cari Ganti）在历史频道（ASTRO频道555）播出，由导演舒米·巴巴（Shuhaimi Baba）执导。纪录片显示了比南利后来如何被马来西亚娱乐圈和公众所遗忘，当时的公众认为他的歌曲和电影不再具有现实意义或市场价值。该纪录片一经播出后便获得公众很大的反响。
2022年，串流影视台NETFLIX推出一部由导演安瓦迪加里尔（Anwardi Jalil）执导的作品《演出1958》（Showtime1958），讲述当时比南利和演艺圈小人物的挣扎，也描述了比南利和第三任妻子莎罗马相识相爱的过程。
2024年5月，适逢比南利去世51周年，知名导演梅格沙里扎（Megat Sharizal）在和资深演员苏菲亚简（Sofea Jane）及托尼·尤索夫出席比南利祷告活动后表示将在该年9月推出一部已拍摄完毕，讲述比南利在1970年代演艺生涯后期人气下跌遇到困境时的电影《寻找比南利》（Mencari P. Ramlee）。同年11月5日，托尼·尤索夫宣布电影《寻找比南利》将于2025年2月在鹿特丹国际电影节上放映。

## 荣誉和奖项
| 年份   | 颁发机构                     | 作品                     | 奖项                    |
| ------ | ---------------------------- | ------------------------ | ----------------------- |
| 1945年 | 马来亚广播电视北马区歌唱大赛 |                          | 季军                    |
| 1946年 | 槟城马来古典歌曲歌唱大赛     | Keronchong Oh Suchi      | 冠军                    |
| 1946年 | 马来亚广播电视北马区歌唱大赛 |                          | 亚军                    |
| 1947年 | 马来亚广播电视北马区歌唱大赛 |                          | 冠军                    |
| 1951年 | Film Raya 杂志               |                          | 马来亚-印尼最喜爱男明星 |
| 1952年 | Film Raya 杂志               | Antara Senyum Dan Tangis | 最佳影视片              |
| 1952年 | Film Raya 杂志               | Juwita                   | 最喜爱影片              |
| 1952年 | Film Raya 杂志               | 最佳男演员               |                         |
| 1953年 | Film Raya 杂志               | Hujan Panas              | 最佳影视片              |
| 1953年 | Film Raya 杂志               | Antara Senyum Dan Tangis | 最喜爱马来影片          |
| 1953年 | Film Raya 杂志               | Antara Senyum Dan Tangis | 马来亚-印尼最喜爱影片   |
| 1953年 | Film Raya 杂志               | 马来亚－印尼最喜爱男明星 |                         |
| 1953年 | Film Raya 杂志               | 最佳男演员               |                         |
| 1953年 | 马来亚广播电视               | Pantai Gurauan           | 最受欢迎歌曲            |
| 1953年 | 马来亚广播电视               | 最佳广播男明星           |                         |
| 1954年 | 前锋报影视与运动杂志         | Hujan Panas              | 最佳影视片              |
| 1954年 | 前锋报影视与运动杂志         | 最佳男明星               |                         |
| 1955年 | 前锋报影视与运动杂志         | Penarik Becha            | 最佳影视片              |
| 1955年 | 前锋报影视与运动杂志         | Penarik Becha            | 最佳导演                |
| 1955年 | 前锋报影视与运动杂志         | 最佳男明星               |                         |
| 1956年 | 香港第3届亚洲电影节          | Hang Tuah                | 最佳电影音乐奖          |
| 1956年 | Bintang 杂志                 | Semerah Padi             | 最佳影视片              |
| 1956年 | Bintang 杂志                 | Anak-ku Sazali           | 第二最佳影片            |
| 1956年 | Bintang 杂志                 | Semerah Padi             | 最佳导演                |
| 1956年 | Bintang 杂志                 | 最佳作曲人               |                         |
| 1956年 | Bintang 杂志                 | 最佳歌手                 |                         |
| 1956年 | Bintang 杂志                 | 最佳男明星               |                         |
| 1957年 | 东京第4届亚洲电影节          | Anak-ku Sazali           | 最佳男主角              |
| 1957年 | 柏林国际电影展               | Hang Tuah                | 官方播映                |
| 1958年 | 星迹影视杂志                 | Sumpah Orang Minyak      | 最佳影视片              |
| 1958年 | 星迹影视杂志                 | Tudong Periuk            | 第二最佳歌曲奖          |
| 1958年 | 星迹影视杂志                 | 最佳男明星               |                         |
| 1959年 | 吉隆坡第6届亚洲电影节        | Pendekar Bujang Lapok    | 最佳戏剧奖              |

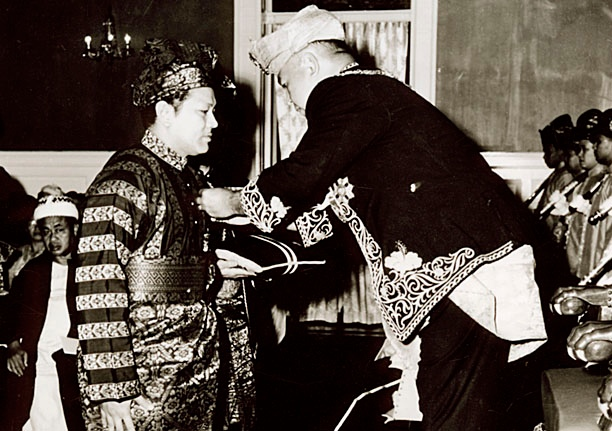
1962年9月27日，比南利获国家元首颁发护国有功成员勋章（AMN）

为了表扬他的服务和贡献，比南利于1962年在国家元首陛下诞辰之际获得了护国有功成员勋章（AMN），这使得他成为第一位获得该国最高奖章的马来电影明星。1990年6月，距离比南利去世13年，他被授予“丹斯里”勋衔。国家皇宫在一份文告中说：“追封比南利丹斯里勋衔，旨在表扬他在艺术领域所作的巨大贡献。”2005年获得表演艺术荣誉博士学位。2009年，砂拉越州政府追封比南利“拿督阿玛尔”称号，时任砂拉越首席部长泰益玛目是比南利的狂热粉丝，首长本人在一项向艺术家致敬的典礼中亲自将此奖颁给了比南利的养女迪安·比南利。
2023年9月8日，2023年世界文化国际会议与展览（ICWC）推介晚宴颁发Aziza卓越文化成就奖给比南利，由其孙女娜祖娃纳西尔代表领取。

## 轶事
比南利曾因脸上长满青春痘，去影视公司应征演员时险些不被录取。之后是在另一位朋友拉沙曼南不断说情下，负责面试的巴卡叫比南利去和一株大树演对手戏，最终才勉强给后者一个机会，成为演员。
比南利在创作歌曲或电影剧本的过程中会在浴室里呆上几个小时以获得灵感。他的妻子莎罗马在一次访谈中形容比南利是个“奇怪”的人并说道：“当他（比南利）想要创作一首歌时，白天、晚上、早上或傍晚都没有关系。有时他会坐在浴室里思考几个小时，我很害怕，问他真正的想法是什么。”““一开始我很困惑，我不明白，但过了一段时间我才意识到他在写歌或写剧本。所以，我被迫去另一个浴室。”
尽管比南利颇有成就，但在他去世多年后，他的养子沙查里于1998年被揭发是一名清洁工。沙查里坦言，自从父母去世后，他没有继承任何遗产，与其他兄弟姐妹一直过着颠沛流离的生活。他还说：“命中注定我是凡夫俗子，被迫终日与垃圾和恶臭为伍，虽然职业低贱，但我也只能咬紧牙关，继续生活下去！”
2022年马来西亚大选，希望联盟为主打反贪，翻唱比南利的《Hoi Hoi Ya Hoi》。然而当希盟与国阵和官司缠身的巫统主席阿末扎希合作后，反对党国盟在2023年六州州选以同个歌曲嘲讽两党。